# Hayrettin Yerlikaya
Hayrettin Yerlikaya (* 13. August 1981 in Sivas) ist ein türkischer Fußballspieler. Durch seine langjährige Tätigkeit für Sivasspor und als Eigengewächs wird er sehr stark mit diesem Verein assoziiert. Von Fan- und Vereinsseiten wird er als einer der bedeutendsten Spieler der Klubgeschichte aufgefasst. So hält er mehrere Vereinsrekorde in der Hand. Mit 179 Erstligaeinsätzen für Sivasspor war er der Spieler mit den meisten Süper-Lig-Einsätzen der Vereinsgeschichte und wurde erst im Mai 2015 von Kadir Bekmezci als Rekordhalter abgelöst. Er war an den wichtigsten Erfolgen der Vereinsgeschichte beteiligt und trug auch lange Zeit die Kapitänsbinde.

## Spielerkarriere

### Verein
Yerlikaya spielt seit Beginn seiner Karriere bei Sivasspor. Er erreichte mit Sivasspor den Aufstieg in die Turkcell Süper Lig sowie den erfolgreichen 4. Platz in der Saison 2007/08.
Im Jahr darauf schloss man die Liga als Vizemeister ab.
Im Sommer 2013 wurde sein ausgelaufener Vertrag nicht verlängert. So verließ er nach 14-jähriger Vereinszugehörigkeit den Klub.

### Nationalmannschaft
Für die Türkische Fußballnationalmannschaft wurde er 2007 zweimal nominiert, kam jedoch nicht zum Einsatz. Zuvor wurde spielte er 2006 und 2007 zweimal für die zweite Auswahl der türkischen Nationalmannschaft.

## Erfolge
Mit Sivasspor
- Türkischer Vizemeister: 2008/09
- Tabellenvierter der Süper Lig: 2007/08
- Meisterschaft der TFF 1. Lig: 2004/05
- Aufstieg in die Süper Lig: 2004/05